# Mànega (tub)

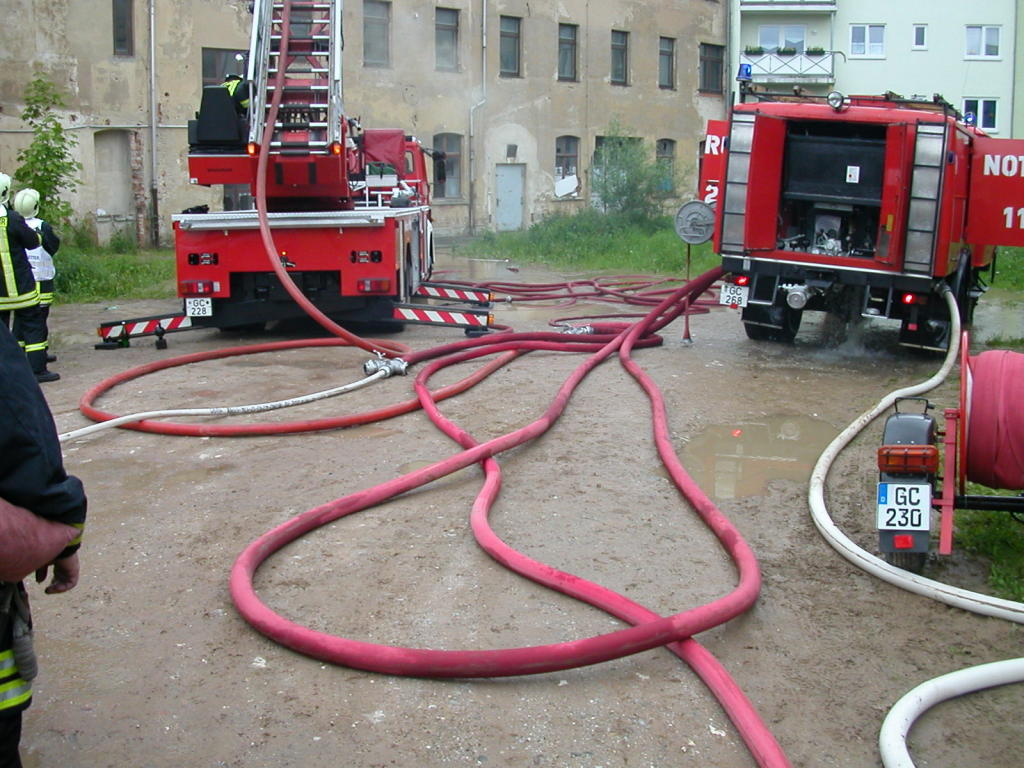
Mànegues usades pels bombers

Una mànega és un tub buit dissenyat per transportar fluids d'un lloc a un altre. A les mànegues també se'ls pot anomenar tubs, encara que els tubs generalment són rígids mentre que les mànegues són flexibles. Les mànegues usualment són cilíndriques. Per a la unió de mànegues s'utilitzen diferents tipus de ràcords. Un ràcord és la peça metàl·lica o d'un altre material que enllaça els diferents trams de mànegues.
Alguns usos de les mànegues inclouen els següents:
- Una mànega de jardí és usada per regar les plantes en un jardí o pati, o per proporcionar aigua a un ruixador per al mateix propòsit.
- Una mànega d'incendis és usada pels bombers per apagar el foc amb aigua.
- Les mànegues d'aire són usades sota l'aigua per transportar aire de la superfície als bussos.
- En arquitectura, mànegues de plàstic o metall són usades per moure aigua sota d'un edifici.
- Les mànegues automotrius són usades en els automòbils per moure els fluids per l'aire condicionat o per a la lubricació dels sistemes hidráuilicos.
- A la química i en la medicina, les mànegues (o tubs) són usats per transportar productes químics líquid o gasosos.
- En electricitat, una mànega és un cable format per diversos fils aïllats separadament i recoberts tots d'una funda de material plàstic flexible.
- En sistemes d'àudio, una mànega és el cable que està integrat per diversos cables que porten senyals independents, és molt usada en esdeveniments o instal·lacions fixes com controls de televisió o estacions de ràdio.
- Mànegues hidràuliques per a baixa, mitjana, alta i extrema pressió. Aquestes poden tenir malles metàl·liques trenades des d'una fins a quatre depenent de la pressió requerida.

## Nota
1. ↑  Antonio Serrano Nicolás. NEUMÁTICA PRÁCTICA.  Editorial Paraninfo, gener 2010, p. 237–. ISBN 978-84-283-3033-6 [Consulta: 5 gener 2012].